# Phyllomacromia schoutedeni
Phyllomacromia schoutedeni – gatunek ważki z rodziny Macromiidae.